# 温根沼インターチェンジ
温根沼インターチェンジ（おんねとうインターチェンジ）は、北海道根室市温根沼にある根室道路のインターチェンジである。

## 歴史
- 2020年（令和2年）
  - 1月28日 : IC名称が「温根沼IC」で正式決定[1]。
  - 3月22日 : 温根沼IC - 根室IC間開通に伴い、供用開始[1]。

## 周辺
- 温根沼
- 法真寺
- 根室市立海星中学校
- 岩佐牧場
- 西和田駅（JR北海道・根室本線（花咲線））

## 接続する道路
- 直接接続
  - 国道44号

- 間接接続
  - 北海道道780号花咲港温根沼線

## 隣
E44 根室道路
温根沼IC - 根室IC